# 제임스 디너
제임스 디너(James Diener)는 미국의 뉴욕시에 위치한 음반 레이블인 A&M/옥톤 레코드의 CEO이자 회장이다. A&M/옥톤에는 전세계적으로 멀티 플랜티넘을 기록한 슈퍼스타 팝 록 밴드 마룬 5, 플랜티넘 모던 랩 록커 Hollywood Undead와 래퍼 케이난 등이 소속되어있다.
그는 1991년에 존스홉킨스대학교를 명예 졸업하였으며, 2000년에 옥톤 레코드를 설립하였다.